# Сакурай (Нара)
Сакурай (яп. 桜井市, さくらいし, Сакурай сі) — місто в Японії, у північно-центральній частині префектури Нара.

## Короткі відомості
Засноване 15 жовтня 1957 року шляхом злиття таких населених пунктів:
- містечка Сакурай повіту Сікі (磯城郡桜井町),
- села Дайфуку (大福村),
- села Каґуяма (香久山村).

Сакурай лежить у південно-східній частині Нарської западини. Місто розвинулося на базі середньовічних ярмаркових та постоялих поселень-містечок.
Основою економіки Сакурай є лісництво, зокрема лісопереробна промисловість. Місто також відоме виготовленням традиційної локшини міва-сомен (三輪そうめん)
У Сакурай розвинений туризм. Головними пам'ятками є буддистський монастир 8 століття Хаседера, руїни монастиря 7 століття Ямададера, синтоїстське святилище Тандзан та святилище Оміва.

## Галерея

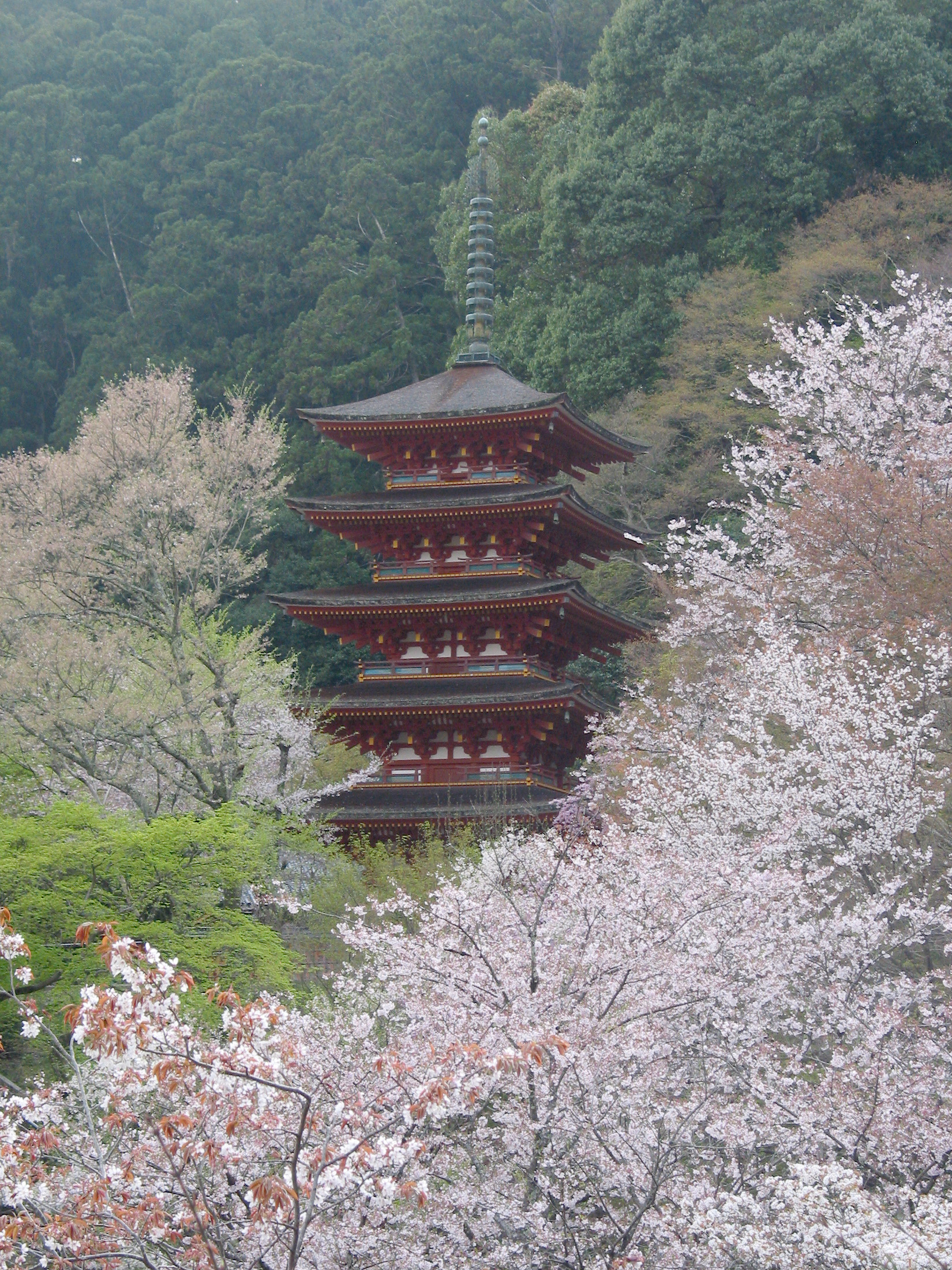
Хаседера
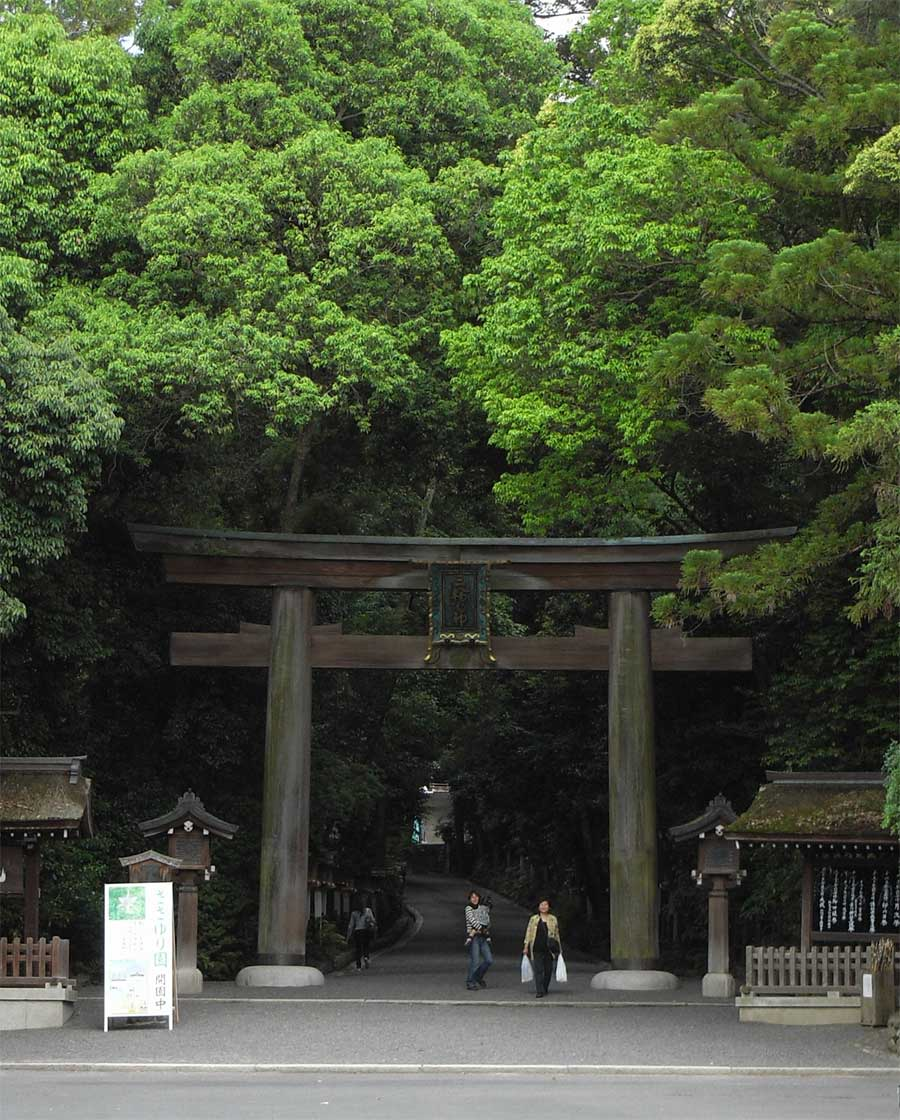
Святилище Оміва
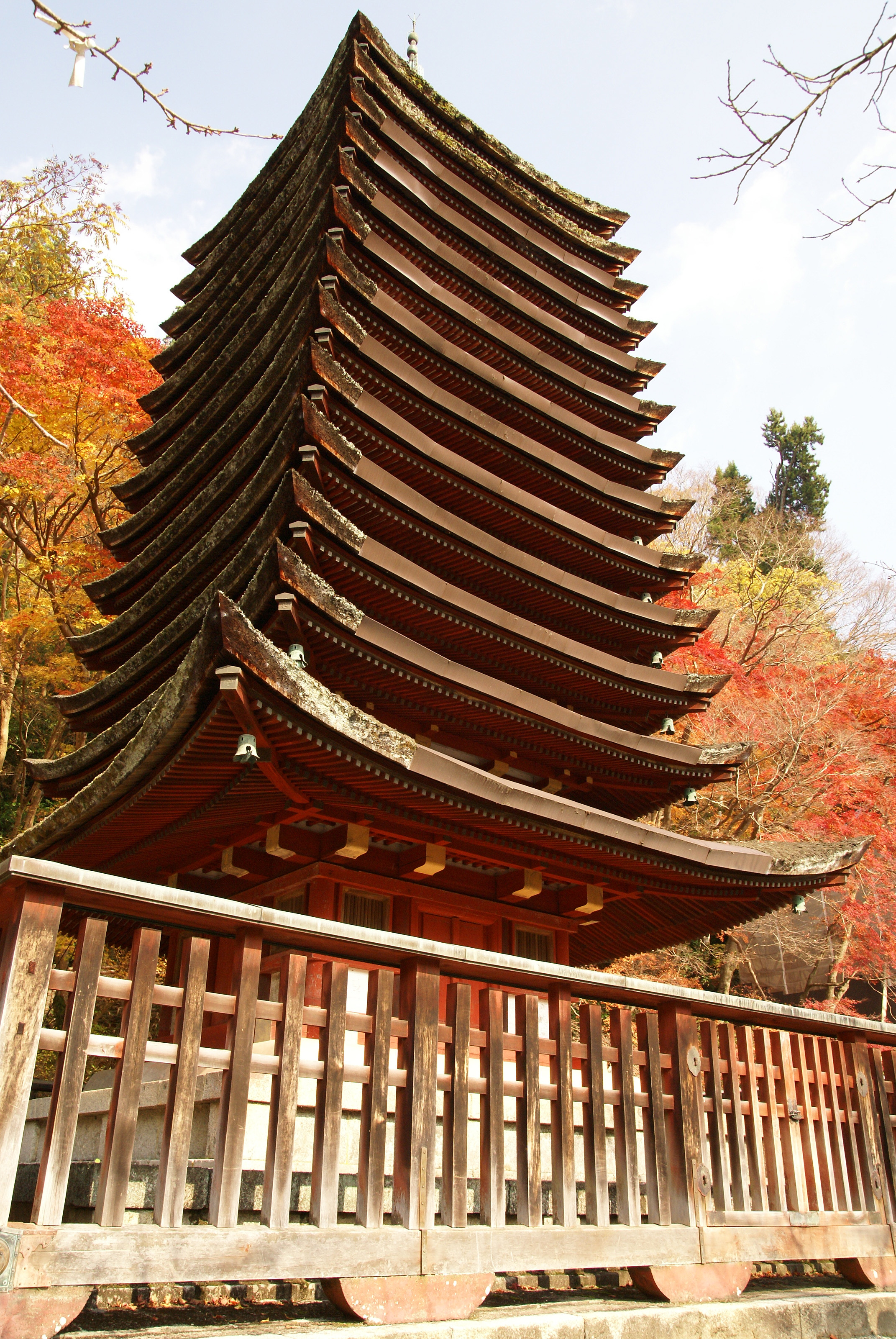
Святилище Тандзан